# Moussong Géza
Moussong Géza (Pomáz, 1864. április 2. – Budapest, 1932. február 19.) székesfővárosi elemi iskolai igazgató-tanító, tanácsos.

## Életútja
Moussong Gáspár igazgató-tanító és Langenberger Katalin fia. Reáliskolai tanulmányait Budapesten végezte, ahol az I. kerületi pedagógiumba lépett és 1885-ben tanítói oklevelet szerzett. 1886-ban a tornatanári tanfolyamot is elvégezte, ebből is oklevelet szerzett. 1885-ben a Boér-féle tanintézetben nyert alkalmazást, míg 1886-ban a főváros megválasztotta rendes tanítónak. 1890-ben kinevezték az ipariskolához, 1892-ben pedig az V. kerületi nyilvános joggal bíró magán polgári iskolához, majd 1893. szeptember 1-től a Röser-féle nyilvános gimnázium, polgári- és kereskedelmi iskolához mint ének- és tornatanár. A budapesti városi tanács 1901 szeptemberében a 18 osztállyal bíró Aréna úti új elemi fiúiskola igazgatásával bízta meg.
1886-ban megalakította a X. kerületi iskolai és népkönyvtárt, 1892-ben pedig a Magyar Tanítók Turista Egyesületét, melynek ügyvivő alelnöke volt. Az MTE Tanítói Osztályának az alapítója, a későbbi Magyar Tanítók Turista Egyesülete lapjának, a Turista Közlönynek az elindítója és évekig a szerkesztője, a Turisták Lapja című folyóiratnak a munkatársa volt, amelyet 1894-ben Téry Ödönnel közösen szerkesztettek. 1890-től a népnevelők budapesti egyesületének könyvtárnoka volt. Kartársai azonkívül csaknem az összes fővárosi tanügyi egyesületekbe beválasztották mint igazgatósági választmányi tagot.
Sírja a Fiumei úti sírkertben található.